# Microcaecilia rabei
Microcaecilia rabei (Cecilia Pequena, em espanhol) é uma espécie de anfíbio gimnofiono da família Caeciliidae. Está presente no Suriname e na Venezuela.